# Mauretania na Mistrzostwach Świata w Lekkoatletyce 2013
Mauretania na Mistrzostwach Świata w Lekkoatletyce 2013 – reprezentacja Mauretanii podczas mistrzostw świata w Moskwie liczyła 1 zawodnika, który nie zdobył medalu.

## Występy reprezentantów Mauretanii
| Konkurencja            | Zawodnik                | Eliminacje | Eliminacje | Półfinał | Półfinał | Finał    | Finał   |
| Konkurencja            | Zawodnik                | Rezultat   | Pozycja    | Rezultat | Pozycja  | Rezultat | Pozycja |
| ---------------------- | ----------------------- | ---------- | ---------- | -------- | -------- | -------- | ------- |
| Bieg na 400 m mężczyzn | Hamdinou Cheikh El Wely | 52,33      | 32.        | NQ       | NQ       | NQ       | NQ      |